# Skrajny Granat
Der Skrajny Granat ist ein Berg in der polnischen Hohen Tatra mit einer Höhe von 2225 m n.p.m. Über seinen Gipfel führt der Höhenweg Orla Perć.

## Lage und Umgebung
Unterhalb des Gipfels liegen drei Täler, die Dolina Buczynowa im Osten, die Dolina Czarna Gąsienicowa im Westen und die Dolina Pańszczyca im Nordosten.
Vom Gipfel der Orla Baszta wird der Skrajny Granat durch den Bergpass Granacka Przełęcz getrennt, vom Gipfel Pośredni Granat durch den Bergpass Skrajna Sieczkowa Przełączka und vom Wierchem pod Fajki durch den Bergpass Pańszczycka Przełęcz.

## Etymologie
Der Name Skrajny Granat lässt sich als Äußerer Granat übersetzen.

## Tourismus
Wanderer, die sich auf den Höhenweg Orla Perć wagen, müssen über den Gipfel gehen. 

### Routen zum Gipfel
Auf den Gipfel führen ein Höhenweg und ein Wanderweg: 
- ▬ Der rot markierte Höhenweg Orla Perć vom Bergpass Zawrat über den Gipfel auf den Bergpass Krzyżne. Als Ausgangspunkt für eine Besteigung des Höhenwegs eignen sich die Berghütten Schronisko PTTK Murowaniec sowie Schronisko PTTK w Dolinie Pięciu Stawów Polskich.

- ▬ Ein gelb markierter Wanderweg vom Bergsee Czarny Staw Gąsienicowy im Tal Dolina Czarna Gąsienicowa führt auf den Gipfel. Als Ausgangspunkt für eine Besteigung des Wanderwegs eignet sich die Berghütte Schronisko PTTK Murowaniec.

## Belege
- Zofia Radwańska-Paryska, Witold Henryk Paryski: Wielka encyklopedia tatrzańska, Wyd. Górskie, Poronin 2004, ISBN 83-7104-009-1.
- Tatry Wysokie słowackie i polskie. Mapa turystyczna 1:25.000, Polkart, Warszawa 2005/06, ISBN 83-87873-26-8.